# قانون الأمن الوطني لعام 1980 (الهند)
قانون الأمن الوطني لعام 1980 (بالإنجليزية: The National Security Act of 1980): هو قانون أصدره برلمان الهند في 23 سبتمبر 1980 والغرض منه هو "توفير الاحتجاز الوقائي في حالات معينة والأمور المرتبطة بها" يمتد القانون إلى كافة أنحاء الهند. يحتوي على 18 قسمًا. يمنح هذا القانون حكومة الهند وحكومات الولايات سلطة احتجاز أي شخص لمنعه/ها من التصرف بأي سلوك يضر بأمن الهند، أو علاقات الهند مع الدول الأجنبية، أو الحفاظ على النظام العام. ويمنح القانون أيضًا للحكومات سلطة احتجاز أي أجنبي بهدف تنظيم وجوده أو طرده من البلاد. تم إقرار القانون في 1980 أثناء حكومة أنديرا غاندي.